# Georg August Koch
Georg August Koch (* 15. Januar 1883 in Kassel; † 25. Dezember 1963 in Berlin) war ein deutscher Schauspieler.

## Leben
Koch begann seine Laufbahn 1906 in Augsburg und spielte in Zürich, München, Leipzig und Düsseldorf. Er Schauspieler bei Max-Reinhardt und viele Jahre an der Berliner Volksbühne engagiert. Dort spielte er unter anderem in Shakespeares König Lear (1921), Hauptmanns Die Ratten (1922) und Raimunds Der Verschwender (1935).
Im Jahr 1935 kam er zu Paul Rose an das Rose-Theater zu Berlin. Dieser Bühne blieb er bis 1943 verbunden und hatte dort ständige Engagements.

## Filmografie
- 1922: Am Rande der Großstadt
- 1922/24: Die Nibelungen (2 Teile)
- 1923: Das Erbe
- 1923: Die Mysterien eines Frisiersalons
- 1924: Die Finanzen des Großherzogs
- 1929: Atlantik
- 1932: Das Geheimnis des Fremdenlegionärs
- 1932: F.P.1 antwortet nicht
- 1948: Berliner Ballade
- 1949: Anonyme Briefe
- 1949: Rotation
- 1951: Der Untertan

## Theater
- 1947: William Shakespeare: Das Wintermärchen – Regie: Fritz Genschow (Zehlendorfer Freilichtbühne am Waldsee)